# Paulo Carvalho (bokser)
Paulo Santos Carvalho (født 26. februar 1986 i Salvador) er en brasiliansk amatørbokser, som konkurrerer i vægtklassen Let-fluevægt. Carvalho har ingen større internationale resultater, og fik sin olympiske debut da han repræsenterede Brasilien ved sommer-OL 2008. Her blev han slået ud i kvartfinalen af Yampier Hernández fra Cuba i samme vægtklasse.Han har også en bronzemedalje fra de panamerikanske lege i 2006 som foregik i Buenos Aires.